# Jean-Baptiste Dupont
Jean-Baptiste Dupont (* 1979) ist ein französischer Organist.
Dupont studierte Orgel bei Michel Bouvard in Toulouse. Daneben studierte er Jura und Kunstgeschichte. 1998 begann er seine berufliche Laufbahn als Organist der Abtei Saint-Pierre in Moissac. Ab 2004 wirkte er als Assistenzorganist an der Basilika St-Sernin in Toulouse. 2012 wurde er zum Titularorganisten der Kathedrale von Bordeaux berufen.

## Preise und Auszeichnungen
- 2006: Prix François-Vidal der Stadt Toulouse.
- 2008: 3. Preis Concours international d'interprétation Xavier Darasse de Toulouse.
- 2009: 2. Preis beim Interpretationswettbewerb Mikael Tariwerdijew in Kaliningrad.
- 2009: 1. Preis für Improvisation beim St Albans International Organ Festival.

## Tondokumente
- Max Reger: Sämtliche Orgelwerke. Vol. 1 bis 5. Hortus, 2012.
- Improvisations á l’orgue de St. Albans. Hortus.